# Centre for European Policy Studies
Das Centre for European Policy Studies (CEPS) ist eine europäische Denkfabrik mit Sitz in Brüssel, Belgien. Es wurde 1983 gegründet und beschäftigt sich mit den Fragen, Herausforderungen und Lösungen in der europäischen Politik.

## Organisation
Direktor des CEPS ist der deutsche Ökonom Daniel Gros.
Karel Lannoo übt die Funktion des Chief Executive Officer (CEO) aus.
Eines der Hauptziele des CEPS ist es, Lösungen zu den Herausforderungen und Problemen in der europäischen Politik zu entwickeln. Auch der Austausch von Informationen und Wissen zwischen Forschung und Politik ist eines der Anliegen. Dazu ist das CEPS auch in verschiedenen Forschungsnetzwerken, wie dem European Network of Economic Policy Research Institutes (ENEPRI), aktiv.

### Forschungsbereiche
Das CEPS forscht in den folgenden Bereichen:
- Wirtschaftspolitik
- Energiepolitik und Klimaveränderung
- Europäische Nachbarschaftspolitik, Gemeinsame Außen- und Sicherheitspolitik
- Finanzmärkte und Finanzinstitute
- Justiz und Innenpolitik
- Politik in der Europäischen Union und europäische Institutionen
- Regulierungs- und Ordnungspolitik
- Entwicklung des Außenhandels und Handelspolitik

### Finanzierung
CEPS finanziert sich aus einer Vielzahl von Quellen. 2009 hatte CEPS ca. 6,7 Millionen Euro Einkommen. Ein Teil dieser Summe ist der zunehmenden Zahl von EU-Verträgen zuzuschreiben, die CEPS in den letzten Jahren koordiniert. Das Einkommen aus CEPS’ eigener Forschung wuchs in den letzten Jahren ständig. 27 % von CEPS’ Einkommen kommt aus dem Mitgliederbeitrag, vor allem von größeren Wirtschaftsunternehmen.
Das übrige Einkommen entsteht durch verschiedene Projekte:
- 36 % von Projektverträgen, die CEPS zugesprochen werden, ausgeschrieben von EU-Institutionen und nationalen Regierungen (auf der Basis von Konkurrenz),
- 22 % von privaten Organisationen und
- 8 % von Stiftungen.
- 7 % durch das Organisieren von Veranstaltungen.

### Vorstandsmitglieder
- Onno Ruding, Vorstandsvorsitzender (2013–2018), früherer Finanzminister der Niederlande, früheres Mitglied des Larosière Komitees zur Finanzüberwachung Supervision
- Joaquín Almunia, Vorstandsvorsitzender (2018–2023), früherer Europäischer Kommissar
- Elżbieta Bieńkowska, Vorstandsvorsitzende (seit 2023), frühere Europäische Kommissarin[2]
- Ferdinando Beccalli-Falco, Präsident und CEO von GE International
- John Bruton, früherer Premierminister von Irland, früherer Botschafter der EU bei den USA
- Erik Belfrage, Vizepräsident des SEB
- Hans Skov Christensen, Generaldirektor von Dansk Industri
- Viscount Étienne Davignon, Stellvertretender Vorsitzender von Suez-Tractebel, früherer Europäischer Kommissar
- Baron Philippe de Schoutheete de Tervarent, Professor, Institut d’Etudes Européenes, UCL, früherer Belgischer Botschafter bei der EU
- Lord Simon of Highbury, Mitglied des House of Lords
- Prinz Nikolaus of Liechtenstein
- Stefano Micossi, Generaldirektor von Assonime, einem italienischen Emittentenverband
- Jean-Dominique Percevault, Generaldirektor von Services Petrolier Schlumberger
- Pedro Schwartz, Präsident von IDELCO
- Josef Tošovský, Aufsichtsratsvorsitzender des Financial Stability Forums
- Norbert Wieczorek, früherer Leiter der SPD-Fraktion im Deutschen Bundestag
- Daniel Gros, Direktor des CEPS
- Karel Lannoo, Geschäftsführer des CEPS

### CEPS wissenschaftliche Mitarbeiter
- Karel Lannoo, CEO und wissenschaftlicher Assistent
- Daniel Gros, Direktor
- Rym Ayadi, wissenschaftlicher Assistent
- Miroslav Beblavy, wissenschaftlicher Assistent
- Sergio Carrera, wissenschaftlicher Assistent
- Paul De Grauwe, wissenschaftlicher Assistent
- Christian Egenhofer, wissenschaftlicher Assistent
- Michael Emerson, wissenschaftlicher Assistent
- Elspeth Guild, wissenschaftlicher Assistent
- Jacques Pelkmans, wissenschaftlicher Assistent
- Andrea Renda, wissenschaftlicher Assistent
- Johan F.M. Swinnen, wissenschaftlicher Assistent

### Forschungsnetzwerke
CEPS ist auch an einer Reihe von Forschungsnetzwerken beteiligt:
- Changing Landscape of Security & Liberty (CHALLENGE)
- European Capital Markets Institute (ECMI)
- European Climate Platform (ECP)
- European Credit Research Institute (ECRI)
- European Network for Better Regulation (ENBR)
- European Network of Economic Policy Research Institutes (ENEPRI)
- European Policy Institutes Network (EPIN)
- European Security Forum (ESF)